# Atomic Heart
Atomic Heart (с англ. — «Атомное сердце») — компьютерная игра в жанре шутера от первого лица с элементами ролевой игры, разработанная российской студией Mundfish. Выход проекта состоялся 21 февраля 2023 года для стационарных игровых консолей PlayStation 4, PlayStation 5, Xbox One, Xbox Series X/S и PC-совместимых компьютеров под управлением операционной системы Windows. Издателем игры на территории России и ряда стран СНГ выступила компания Astrum Entertainment, а единственной официальной площадкой распространения Atomic Heart на территории СНГ стал цифровой магазин VK Play для платформы Windows. В России консольные версии реализуются методом параллельного импорта, из-за чего эта версия игры вышла позже основной даты релиза. В азиатском регионе дистрибуцией проекта занимается издательство 4Divinity, а во всём остальном мире — французская компания Focus Entertainment. Выход Atomic Heart на ПК в других странах осуществляется через цифровой магазин Steam.
Действие Atomic Heart происходит в альтернативном СССР, в котором страна вышла на массовое производство роботов, обслуживающих население страны. Главным героем игры является майор Сергей Нечаев — агент советской разведки под псевдонимом П-3, прибывший на предприятие по производству роботов под кодовым названием «3826», находящемся в Казахской ССР. По неизвестной причине роботы на объекте вышли из строя и напали на персонал, а затем захватили «3826». Теперь майору Нечаеву предстоит не только разрешить ситуацию и остановить роботов, но и выяснить причину произошедшего. Игра включает в себя сражения с видом от первого лица; в течение игры персонаж может находить и конструировать разнообразное оружие. По словам генерального директора Mundfish Роберта Багратуни, игровой мир представляет собой «весь Советский Союз, широкий круг» от Арктики на севере до Алтайских гор на юге; локации игры, такие как подземные и надземные объекты «3826», разбросаны по карте и связаны железными дорогами.
Разработка Atomic Heart была сопряжена с трудностями: сотрудники студии жаловались на условия работы, дата релиза неоднократно переносилась, а некоторые международные издания призывали бойкотировать игру на фоне вторжения России на Украину из-за возможной связи руководителей Mundfish с российской властью. Однако после своего выхода проект получил в целом положительные отзывы как от российской, так и от иностранной игровой прессы. К достоинствам Atomic Heart причисляли проработанный сеттинг в советской эстетике, дизайн персонажей и окружения, музыкальное сопровождение с оригинальными композициями Мика Гордона и ремиксами на классику советской эстрады, а также оптимизацию версии игры для Windows. Неоднозначно были восприняты игровой процесс и сюжет, было подвергнуто критике наличие багов и программных сбоев. Журналисты отмечали, что во многом источником вдохновения для создателей проекта стали игры серий BioShock и Fallout.

## Игровой процесс
Atomic Heart представляет собой приключенческий шутер от первого лица с элементами ролевой игры. Место действия — открытый мир комплекса под кодовым названием «3826», который, по словам генерального директора Mundfish Роберта Багратуни, представляет собой «весь Советский Союз, широкий круг» от Арктики на севере до Алтайских гор на юге. В игре представлено разнообразное модифицируемое оружие ближнего и дальнего боя, а также разнообразные враги, которые могут быть механическими, биомеханическими, биологическими и летающими. Система крафтинга позволяет собирать оружие из металлических деталей, которые можно получить от роботов или от различных приборов. В игре ограниченное количество боеприпасов, имеется возможность скрытного ведения боя. В игре заявлена система крафтинга с возможностью собирать оружие из подручных средств. Atomic Heart также включает в себя Quick Time Event — сцены, требующие от игрока быстро нажать случайно определённую игрой кнопку.
Главный герой носит специальную перчатку, которая позволяет ему использовать для борьбы с противниками такие способности, как телекинез, заморозка или электрический ток. Боеприпасы могут быть усилены различными стихийными эффектами с помощью «кассет», которые могут быть добыты в процессе игры, изготовлены и установлены игроком на оружие ближнего и дальнего боя. Если кассета заканчивается, она удаляется из инвентаря игрока.

## Сюжет

### Сеттинг
Действие Atomic Heart происходит на территории «Предприятия 3826» — главного научно-исследовательского центра Советского Союза в альтернативном 1955 году. В 1936 году учёный Дмитрий Сеченов разрабатывает жидкий программируемый модуль под названием «Полимер», вызвав огромный технологический прорыв в области энергетики и робототехники в СССР и освободив большую часть населения от ручного труда. Когда начинается Вторая мировая война, Советский Союз быстро одерживает победу, но в 1942 году нацистская Германия, незадолго до своего поражения, выпускает на свободу вирус коричневой чумы, в результате чего миллионы людей погибают и возникает международный спрос на советских роботов, призванный компенсировать возникшую нехватку рабочих рук. В рамках программы послевоенного восстановления СССР Сеченов создаёт беспроводной, сетевой искусственный интеллект под названием «Коллектив 1.0», который объединяет его роботов для увеличения их эффективности.
Последним достижением Сеченова становится разработка нейроконнектора «Мысль» — устройства, которое интегрирует полимер в человеческое тело и позволяет людям дистанционно взаимодействовать с роботами. «Мысль» должна быть запущена вместе с «Коллективом 2.0», и по словам Сеченова, этот проект станет началом эры пост-рабочего общества во всём мире. Однако 13 июня 1955 года официальный запуск «Коллектива 2.0» проходит неудачно, в результате чего «Предприятие 3826» погружается в хаос.

### История
Главный герой игры — майор Сергей Нечаев (кодовое имя «Агент П-3»), ветеран Второй мировой войны, страдающий провалами в памяти и сдружившийся с доктором Дмитрием Сеченовым после того, как тот спас ему жизнь. П-3 приглашён на «Предприятие 3826» для оказания помощи во внедрении нейросети «Коллектив 2.0». По дороге на объект на Нечаева внезапно нападают роботы. Ему на помощь приходит баба Зина, бывший офицер связи предприятия. На объекте Нечаев обнаруживает, что роботы предприятия стали враждебными и уничтожили бо́льшую часть людского персонала. Сеченов объясняет, что ведущий инженер «Коллектива 2.0» Виктор Петров саботировал деятельность узла «Коллектива 1.0», управляющего предприятием, поэтому П-3 поручено найти и задержать Петрова. Вместе со своим напарником ХРАЗом, представляющим собой полимерный искусственный интеллект встроенный в перчатку майора, П-3 должен противостоять роботам, одновременно справляясь со своим собственным, постоянно ухудшающимся психическим состоянием.
П-3 выслеживает Петрова в одной из лабораторий и выясняет, что тот работает с нейрохирургом, доктором Ларисой Филатовой. Петрову удаётся скрыться и он, предположительно, погибает. П-3 находит только его обезглавленный труп. Тем временем Политбюро ЦК КПСС начинает подозревать, что на предприятии происходит что-то неладное, а Сеченов скрывает истинные масштабы катастрофы. Молотов, один из членов Политбюро, решает лично осмотреть предприятие и грозится закрыть проект Сеченова «Атомное сердце». ХРАЗ рассказывает П-3, что Сеченов и Политбюро ведут тайную борьбу за власть над «Коллективом», а Политбюро, конечно же, воспользуется этим инцидентом как предлогом, чтобы избавиться от Сеченова. Сеченов поручает П-3 перехватить Молотова, но как только майор Нечаев достигает цели, он внезапно теряет сознание, а очнувшись, обнаруживает, что Молотов и вся сопровождающая его команда убиты.
Затем Сеченову сообщают, что кто-то пытается передать сигнал на Запад, что наводит его на мысль, что Петров всё ещё жив. Он приказывает П-3 продолжить поиски Виктора. В то время как П-3 преследует Петрова, тот начинает ему рассказывать, что Сеченов планирует убить миллионы людей и поработить мир с помощью активации новой нейросети, поэтому он и пытается саботировать проект. Когда П-3 настигает его, Петров сообщает ему, что в роботах с самого начала был предусмотрен боевой режим, который он всего лишь активировал. Виктор просит Нечаева передать Филатовой пару золотых колец и совершает самоубийство, после чего Сеченов просит П-3 сохранить голову Петрова. П-3 доставляет голову Петрова в лабораторию, в которой находится установка, способная извлечь воспоминания Виктора, однако, Филатова уничтожает аппарат гранатой, и в результате взрыва П-3 теряет сознание.
Когда П-3 приходит в себя, с ним связывается Филатова и просит встретиться с ней в её лаборатории. Там она показывает ему подопытных людей, набранных для исследования «Коллектива» и рассказывает об истинном назначении нейросети, которая на самом деле является инструментом, позволяющим лишать людей свободы воли и управлять их сознанием. Шокированный этими сведениями, П-3 принимает решение сотрудничать с Филатовой, чтобы в дальнейшем выяснить всю правду у Сеченова. Проникнув глубже в лабораторию, П-3 обнаруживает, что ХРАЗ на самом деле не искусственный интеллект, а разум Харитона Захарова, друга Сеченова и его коллеги, исследовавшего полимеры, который, предположительно, был убит Сеченовым. После П-З и Филатова проникают в архивы лаборатории, чтобы разузнать больше о прошлом Нечаева. Там П-3 узнаёт, что Сеченов, желая исправить серьёзную черепно-мозговую травму Нечаева, установил в его мозг полимерный имплантат, который контролировал его сознание, когда это было необходимо, и стёр часть воспоминаний. Разозлившись, Нечаев решает вступить в противоборство с Сеченовым.
Но внезапно П-3 снова теряет сознание и приходит в себя рядом с бабой Зиной, которая оказывается его тёщей. Она сообщает Нечаеву, что он убил Филатову, когда был в бессознательном состоянии, что приводит П-3 в ярость. Дальше перед игроком стоит выбор: бросить вызов Сеченову и пресечь его планы или отказаться от противостояния.

#### Концовки
- Концовка с предательством: Если П-3 решает вступить в схватку, он узнаёт, что разработанный Сеченовым и Политбюро план «Атомное сердце» предполагает распространение по всему миру мирных роботов, имеющих боевой режим, с целью захвата Соединённых Штатов Америки, установления коммунизма и передачи власти в ней высшему руководству СССР. План был разработан в ответ на американский проект по установке ядерного вооружения по всему миру под видом постройки атомных станций и обеспечению дешёвой электроэнергии. П-3 встречается с Сеченовым и уничтожает его роботов-телохранителей — Левую и Правую. Затем он смертельно ранит Сеченова, после чего тот предупреждает его, что ХРАЗ всё это время манипулировал им, а исходная идея контроля человечества не его. ХРАЗ признаётся, что именно он вводил П-3 в боевой режим и ответственен за гибель Молотова и Филатовой, а его истинный план заключался в том, чтобы устранить Сеченова и взять под контроль его нейрополимерный проект, благодаря которому он сможет уничтожить человечество и заменить его новой расой полимерных форм жизни. ХРАЗ отключает П-3, забирает нейрополимер, убивает Сеченова и убегает в неизвестном направлении. Тем временем П-3 оказывается в ловушке в сюрреалистическом мире Лимбо, в котором ему мерещится воссоединение с женой Екатериной, принявшей облик Правой. Данную концовку продолжают дополнения «Узник Лимбо» и «Чары морских глубин».
- Концовка с отказом: Нечаев принимает решение отказаться от противостояния Сеченову и догадывается о манипуляциях ХРАЗа (а именно о том, что это он вводил его в сюрреалистический мир Лимбо). П-3 избавляется от ХРАЗа и позволяет начаться активации «Коллектива 2.0». ХРАЗу, который теперь представляет собой всего лишь небольшую массу живого полимера, всё равно удаётся сбежать. Данную концовку продолжает дополнение «Инстинкт Истребления».

## Разработка

### Создатели
Atomic Heart разработана студией Mundfish, основанной в 2016 году Робертом Багратуни, Евгенией Седовой и Артёмом Галеевым. Багратуни и Галеев, ранее работавшие в рекламном бизнесе, были знакомы с начала 2000-х годов. До основания студии они работали порознь в разных компаниях, в том числе и над играми для мобильных устройств, но желали открыть собственную студию и работать над собственной франшизой, сравнимой по масштабам с BioShock или Fallout. Для создания подобной игры были необходимы средства в размере от 5 до 15 миллионов долларов. В начале разработки основатели студии вложили собственные деньги, а также привлекли некоего «крупного» инвестора. По состоянию на весну 2018 года в студии числилось 20 сотрудников, но Mundfish намеревалась удвоить это количество до конца года. На момент января 2019 года численность людей, работавших над игрой, составляла около 30 человек.
С начала разработки Mundfish позиционировали себя как российская компания с офисом в Москве, в котором и проходила разработка Atomic Heart. На момент января 2019 года помимо московской студии в разработке принимал участие как минимум ещё один офис, местонахождение которого разработчики предпочли не раскрывать. После вторжения России на Украину в феврале 2022 года, которое Mundfish никак не прокомментировало, с сайта компании исчезли любые упоминания московского офиса и иных связей с РФ. Mundfish стала позиционировать себя как кипрскую компанию с международным составом разработчиков из таких стран, как Польша, Украина, Австрия, Грузия, Израиль, Армения, ОАЭ, Сербия и Кипр.

### Технические особенности
| Системные требования | Системные требования                                                    | Системные требования                                                  |
| -------------------- | ----------------------------------------------------------------------- | --------------------------------------------------------------------- |
|                      | Минимальные                                                             | Рекомендуемые                                                         |
| Windows              |                                                                         |                                                                       |
| ОС                   | 64-разрядные Windows 10                                                 | 64-разрядные Windows 10                                               |
| ЦПУ                  | Intel Core i5-2500 или AMD Ryzen 3 1200                                 | Intel Core i5-7600 или AMD Ryzen 5 1600                               |
| Объём ОЗУ            | 8 ГБ                                                                    | 16 ГБ                                                                 |
| Место на диске       | 90 ГБ                                                                   | 90 ГБ                                                                 |
| Видеокарта           | c 4 ГБ памяти (NVIDIA GeForce GTX 960 или AMD Radeon R9 380) DirectX 12 | c 8 ГБ памяти (NVIDIA GeForce GTX 1080 или AMD RX 5700 XT) DirectX 12 |

Игра использует игровой движок Unreal Engine 4.
С лета 2018 года Mundfish начала сотрудничество с американской компанией Nvidia — по словам вице-президента по разработке Nvidia Джона Спитцера, они сами вышли на российскую компанию, для которой это предложение было неожиданным. Сотрудничество позволило Mundfish получить доступ к современным графическим технологиям и консультациям; Nvidia также частично взяла на себя маркетинговое продвижение игры. В игре заявлена поддержка технологии трассировки лучей, правдоподобные отражения в обычных и искривлённых зеркалах, а также на блестящих поверхностях. Несмотря на это, на момент релиза игры технология трассировки лучей в игре отсутствует. Студия обещает вернуть функцию «после релиза», однако конкретных дат озвучено не было. В 2024 году в игру была добавлена частичная поддержка трассировки лучей.
По словам генерального директора Mundfish Роберта Багратуни, Atomic Heart задумывалась как игра в открытом мире, где игрок мог бы определять порядок действий самостоятельно.

### Производственный процесс
В январе 2021 года Mundfish объявила о привлечении инвестиций для разработки игры от Tencent, издателя Gaijin Entertainment и фирмы GEM Capital выходца из «Газпрома» Анатолия Палия.
Разработчики с самого начала хотели, чтобы игроки имели возможность самостоятельно решать, куда двигаться и что делать, а также понимать сюжет из самого игрового окружения, дизайна уровней. Разработчики также утверждали, что намерено сделали количество врагов больше, чем доступных боеприпасов, чтобы игроку чаще приходилось биться с противниками врукопашную.
В июне 2018 года студия Mundfish также выпустила Soviet Lunapark VR — игру в виртуальной реальности, действие которой происходит в той же вселенной, что и Atomic Heart. Предзаказ игры начался уже в октябре 2018 года, а оплатившие предзаказ игроки получали, среди прочего, возможность опробовать бета-версию «в четвёртом квартале 2019 года». Однако 5 октября 2019 разработчики сообщили в официальном Discord, что бета-тестирование и мультиплеер не состоится. По мнению Ярослава Гафнера из новостного издания Riot Pixels, из данной информации можно сделать вывод о том, что игра планировалась к выпуску не раньше 2020 года.
В мае 2022 года разработчики Atomic Heart сообщили, что на разработку игры ушло 633 600 часов. Также разработчики рассказали, что в создании игры принимало 120 профессиональных сотрудников, которые работали над проектом по 8-16 часов в день.

#### Производственный ад
В январе 2019 года в сети появились слухи о том, что разработка игры находится в состоянии производственного ада. Telegram-канал «Геймдев, который мы заслужили» опубликовал расследование, где утверждал, что проинтервьюировал девять бывших сотрудников студии. Согласно публикации, в игре нет чёткого гейм-дизайна, разработка игры была перезапущена с нуля за пять месяцев до публикации, осенью 2018 года; из-за «импульсивных увольнений и плохого менеджмента» студия теряла квалифицированных программистов и замещала их «дешёвой рабочей силой» без опыта работы. Расследование также ставило под сомнение продажу Soviet Lunapark VR компании District Zero, занимающейся аттракционами в виртуальной реальности. Mundfish через сайт DTF прокомментировало ситуацию, назвав расследование «домыслами и жонглированием слухами»; студия подтвердила увольнения, но связала их с Soviet Lunapark VR, а не Atomic Heart — по их словам, уволенные разработчики работали над этим побочным проектом и, по мнению руководителей студии, оказались недостаточно для него компетентными. Разработчики также пригласили журналиста DTF Артемия Леонова в свою студию, где показали ему свои наработки и рабочую версию игры.

### Концепция и дизайн персонажей
Хотя на момент анонса игры в 2018 году активная разработка продолжалась лишь год, арт-директор Mundfish Артём Галеев разрабатывал мир и сюжет игры на протяжении семи лет. Багратуни и Седова посчитали, что это именно то, что им нужно; Багратуни, увидев концепты Галеева, был крайне впечатлён проделанной работой художника.
Багратуни утверждал, что основными источниками вдохновения для игры являются не столько BioShock или Fallout, сколько детские впечатления от жизни в СССР и книги, на которых выросли разработчики: «…Стругацкие, Лем, Гарри Гаррисон. Эти фэнтези навсегда оставили отпечаток в сердце обычного советского гражданина. И, если смешать его с Интернетом, роботами, Советским Союзом и талонами на еду, получится Atomic Heart». В интервью изданию App2Top разработчики рассказали, что стремились сделать в игре акцент на ближний бой в духе жанра soulslike.
В основу истории главного героя, майора Сергея Нечаева, разработчики старались вложить историю любви. «Даже в самые тяжёлые времена разлучить влюблённые сердца невозможно», — пишут создатели в блоге, имея в виду двоих сотрудников «Предприятия 3826». Авторы называют протагониста «безумным», но изобретательным, поэтому без создания предметов в игре не обойдётся.
Харальд Хорф в интервью с онлайн-кинотеатром «Кинопоиск» рассказал, что изначально, продумывая мир игры, разработчики хотели создать что-то совершенно уникальное. Разработчики были вдохновлены произведениями-антиутопиями таких известных авторов, как Филип Дик, Айзек Азимов, Джордж Оруэлл, Олдос Хаксли и братья Стругацкие, поэтому имея их в виду, разработчики решили подумать о вариациях сеттинга, которые к тому времени ещё особо не использовались и которые игроки ещё прежде не видели.

## Музыкальное сопровождение

### Производство и выпуск

Обложка саундтрека Atomic Heart vol 1.

Музыка для Atomic Heart была написана тремя композиторами: австралийцем Миком Гордоном, известным по своим работам над музыкальным сопровождением таких игр, как Doom, Prey и Wolfenstein, а также Джеффри Дэем и Андреем Бугровым. Для создания саундтрека Мик Гордон был обязан использовать советский синтезатор, с которым он уже работал, создавая музыку для Doom. Весь гонорар за написание музыки к игре Гордон пожертвовал на помощь жителям Украины, пострадавшим во время боевых действий: он перевёл деньги австралийскому подразделению Красного Креста, собирающему средства на гуманитарную помощь для Украины.
Помимо оригинальных композиций, созданных специально для игры, в саундтрек Atomic Heart также вошли популярные советские песни и ремиксы на них, среди которых такие песни как «Трава у дома», «Косил Ясь конюшину», «Арлекино» и другие.
Премьера первого альбома из 17 треков, содержащего часть саундтрека вместе с оригинальными композициями, прошла на YouTube-канале Atomic Heart в формате прямой трансляции за день до выхода игры, 20 февраля 2023 года. В качестве видеоряда во время трансляции использовались изображения с Близняшками, сгенерированные при помощи нейросетей. Через несколько часов после окончания трансляции ролик был скрыт по неизвестной причине. Причиной снятия с публикации могли послужить иллюстрации, некоторые из которых были довольно откровенными. Позже, видео было опубликовано повторно: на этот раз Близняшек заменила анимация крутящейся виниловой пластинки. Первая часть саундтрека была выпущена на музыкальных стриминговых платформах 21 февраля 2023 года, лейблом Mundfish Music.

### Оценки
Саундтрек получил положительные отзывы. Алексей Мажаев, музыкальный критик информационного агентства InterMedia, присудил альбому Atomic Heart Vol.1 8 баллов из 10 возможных. Он отметил популярность новых аранжировок классических песен среди слушателей и их высокие позиции в топах чартов. По мнению Мажаева, благодаря саундтреку Atomic Heart заинтересовались не только геймеры, а ремиксы «звучат занятно» и вне контекста игры. Алексей посчитал, что причиной популярности обновлённых песен является правильное сочетание «классического» и «современного» звучания, из-за которого композиции советской эпохи смогли обрести «свежесть». Отдельно рецензент выделил ремикс на песню «Стоят девчонки» и назвал её наиболее удачной с альбома. Оригинальные инструментальные треки, написанные специально для игры, Мажаев не оценил: «На фоне ремиксов советских шлягеров они выглядят бледновато и затянуто». Александр Бука из новостного сайта стримингово сервиса «Звук» посчитал, что саундтрек Atomic Heart хорошо подчёркивает общую атмосферу игры, а звучание альбома удивило его своим разнообразием. Обозреватель «Фонтанки» Денис Рубин охарактеризовал музыку Atomic Heart как «прорывающую границы между мирами музыки для обычных людей и музыки для гиков». Главной особенностью саундтрека Рубин, как и другие критики, назвал объединение старых хитов и нового современного звучания. По мнению Дениса, композиторы, работавшие над музыкой к игре, получали ощутимое удовольствие от процесса. Интернет-издание Meduza назвало аудиоряд дебютного проекта Mundfish «любопытным для изучения» благодаря современным интерпретациям песен советской эстрады. Отдельно сайт выделил ремикс электронного музыканта Mujuice на песню «Песняров» «Косил Ясь конюшину».
Саундтрек Atomic Heart добился популярности среди слушателей: после выхода первого альбома несколько композиций попали в топы чартов различных стриминговых сервисов. Так, по состоянию на 28 февраля ремикс на песню Игоря Скляра «Комарово» набрал более 88 тысяч прослушиваний на онлайн-платформе SoundCloud, а на «Яндекс Музыке» две версии этого ремикса заняли 2 и 22 место; в чарт также попали «Трава у дома», «Звёздное лето», «Арлекино», и другие — всего 9 из 17 композиций. 1 марта фонк-версия «Комарово» заняла первое место в чарте, обогнав трек «За деньги да» рэп-исполнительницы Инстасамки. На 3 марта «Комарово» находился на пятом месте в чарте «VK Музыки», «Трава у дома» — на 22-м, а «Звёздное лето» — на 29-м. Причём в чарт «VK Музыки» вошло меньше треков из игры, чем в чарт «Яндекс Музыки». На 6 марта Atomic Heart Vol.1 занимал первое место в альбомном чарте Apple Music, сместив на второе место альбом «Сертоловский токсик» рэпера Boulevard Depo, который до этого занимал первое место на протяжении двух недель. Журналистка Алина Кравчук из издания «РБК Life» также отметила популярность новой обработки песни Игоря Скляра среди пользователей сети.

## Продвижение и выход

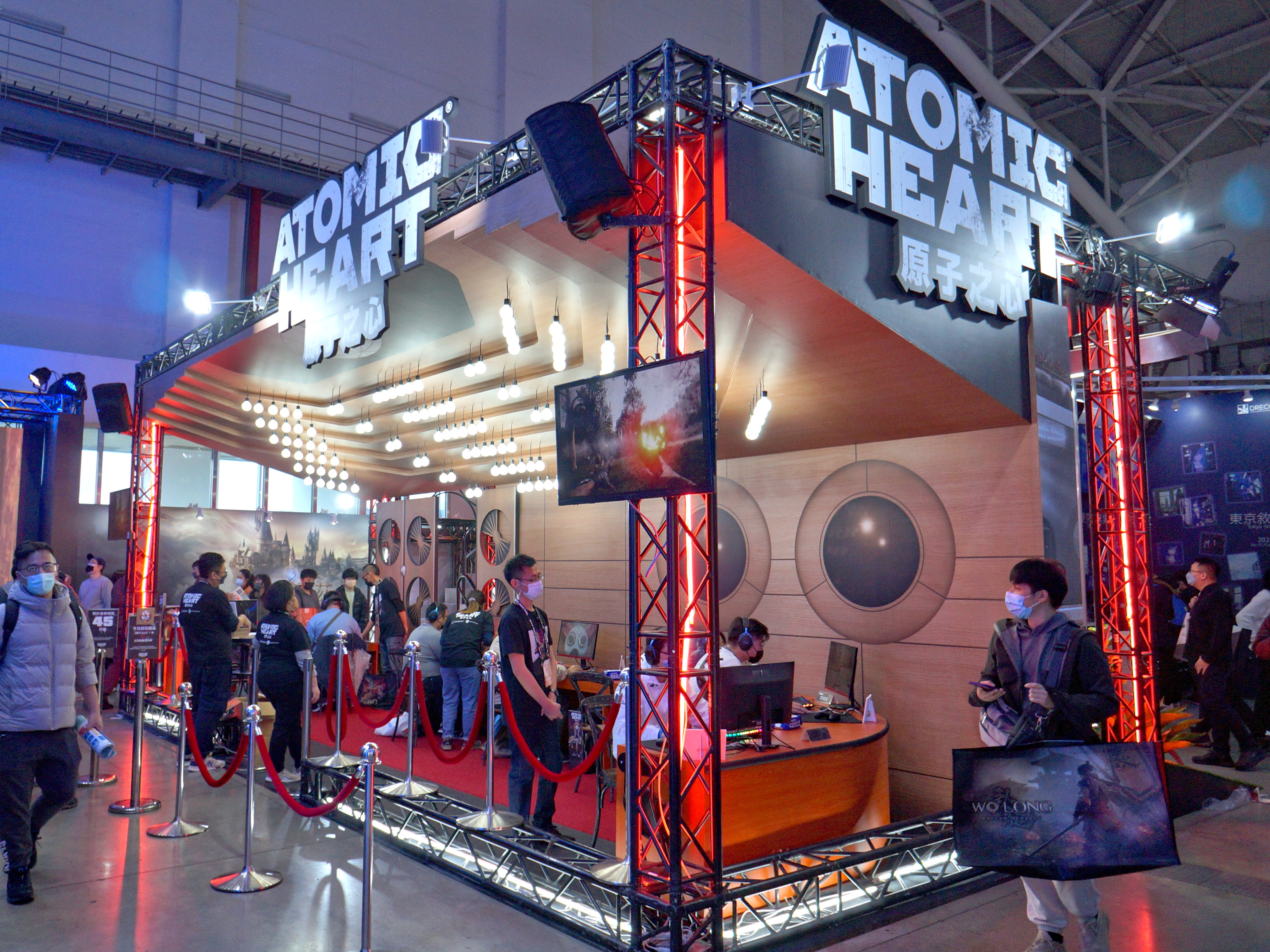
Atomic Heart на выставке Taipei Game Show 2023 года.

7 сентября 2022 года было объявлено, что игра станет эксклюзивом в VK Play для игроков на ПК из стран СНГ. Позже комьюнити-менеджер Mundfish в официальном Discord уточнил, что игра будет доступна всему миру, и игроки из России по-прежнему смогут купить игру в Steam, но через обходные способы оплаты, однако в случае VK Play речь идёт об «официальной альтернативе» с ценами в рублях. Однако позже стало известно, что на территории СНГ игра будет выпущена только в VK Play. Сделка обошлась VK в 7 млн долл. Страница игры на Steam стала недоступна для пользователей из СНГ в ноябре 2022 года.
2 ноября 2022 года стало известно, что релиз игры состоится 21 февраля 2023 года для Windows, PlayStation 4, PlayStation 5, Xbox One и Xbox Series X/S. 25 января 2023 года разработчики сообщили, что игра ушла «на золото», что означает её готовность к производству для розничной торговли.
24 ноября 2022 создатели игры Atomic Heart провели презентацию игры в Москве, где блогеры могли поиграть в игру. Также в презентации участвовали актёры, среди которых Александр Ломов и Дмитрий Ромашин. Также, разработчики в феврале 2023 года участвовали на выставке Taipei Game Show в Тайбэе, где можно было играть в игру.
За два дня до официального выхода игры в сеть была загружена «пиратская» версия, датированная ноябрем, предназначенная для разработчиков и не имеющая защиты Denuvo.

### Сопутствующая продукция
Для продвижения игры выпускалась сопутствующая продукция, включая книги, фигурки и коллаборации с теми или иными брендами. Так, 22 декабря 2022 года российское издательство XL Media открыло предзаказ на артбук под названием «Мир игры Atomic Heart», который содержал в себе комментарии создателей, концепт-арты и наброски персонажей и локаций игры. 22 февраля российский бренд контрацепции Vizit анонсировал специальную коллекцию презервативов, на упаковках которых будут изображены герои Atomic Heart. В составе коллекции три вида контрацептивов, один из которых посвящён Близняшкам.
23 февраля компания JuishiWan Studio, занимающаяся созданием коллекционных фигурок по мотивам популярных франшиз, объявила о создании общей фигурки Близняшек в масштабе 1/6, где два робота стоят на пьедестале в эротической позе. 24 февраля были открыты предзаказы на фигурку. 3 марта китайская компания GreenLeaf Studio, также производящая фигурки, анонсировала выпуск статуэток Близняшек и холодильника Элеоноры в масштабе 1/6, поступление в продажу которых намечено на четвёртый квартал 2023 года. Их можно будет приобрести каждую по отдельности, парой (из двух Близняшек) или полным набором из всех трёх фигурок. Модель Элеоноры оснащена голосовым модулем на одном из двух языков на выбор: английском или китайском языке.
31 мая 2023 в продажу поступила книга Харальда Хорфа о предыстории «Предприятия 3826», издательством выступила компания «АСТ».
6 февраля 2024 года, в день выхода DLC «Узник Лимбо», в российских ресторанах быстрого питания сети Burger King в продажу поступил набор под названием «Атомик Бокс», в состав которого помимо бургера, закуски и напитка входит так называемый «гифт-талон». На таких талонах написаны коды, которые нужно ввести на специальном сайте для получения одного из следующих подарков: стандартного издания игры на ПК, вышеупомянутого DLC или скина для внутриигрового оружия.

### Загружаемый контент
26 июня 2023 года вышел полноценный трейлер первого дополнения для Atomic Heart под названием Annihilation Instinct и объявлена дата выхода дополнения. Дополнение вышло 2 августа 2023. 22 сентября 2023 года разработчики анонсировали второе DLC, действие которого происходит в Лимбо. DLC с подзаголовком Trapped in Limbo вышло 6 февраля 2024 года. 28 января 2025 года состоялся релиз третьего дополнения, получившего название Enchantment Under the Sea.

## Критика
| Сводный рейтинг       | Сводный рейтинг                        |
| Агрегатор             | Оценка                                 |
| --------------------- | -------------------------------------- |
| Metacritic            | 76/100 (PC) 70/100 (PS5) 73/100 (XSXS) |
| OpenCritic            | 74/100                                 |
| «Критиканство»        | 82/100                                 |
| Иноязычные издания    |                                        |
| Издание               | Оценка                                 |
| Destructoid           | 6/10                                   |
| Game Informer         | 7,75/10                                |
| GameSpot              | 6/10                                   |
| GamesRadar+           | [ 95 ]                                 |
| GameStar              | 79/100                                 |
| Hardcore Gamer        | 4,5/5                                  |
| IGN                   | 8/10                                   |
| Jeuxvideo.com         | 14/20                                  |
| NME                   | [ 99 ]                                 |
| PCGamesN              | 8/10                                   |
| PC Gamer (US)         | 78/100                                 |
| Push Square           | [ 101 ]                                |
| Shacknews             | 9/10                                   |
| Русскоязычные издания |                                        |
| Издание               | Оценка                                 |
| 3DNews                | 9/10                                   |
| GameMAG.ru            | 7/10                                   |
| GoHa.Ru               | Эпично                                 |
| PlayGround.ru         | 8,5/10                                 |
| Riot Pixels           | 67/100                                 |
| StopGame.ru           | Похвально                              |
| «Игромания»           | [ 109 ]                                |
| «Игры Mail.ru»        | 8,5/10                                 |
| «Канобу»              | 7/10                                   |
| «НИМ»                 | 8,7/10                                 |

### Списки и рейтинги
Atomic Heart получила преимущественно положительные отзывы от игровых журналистов. Рейтинг вариации игры для персональных компьютеров на операционной системе Windows на агрегаторе Metacritic составил 76 баллов из возможных 100 на основе 42 рецензий. Чуть более низкого рейтинга удостоилась версия для семейства консолей Xbox Series X/S, составившего 73 балла на базе 33 обзоров профильных критиков. Наиболее низкий рейтинг в 70 баллов получило издание игры для PlayStation 5; результат строился на 46 отзывах обозревателей. Общий рейтинг Atomic Heart на агрегаторе «Критиканство», подсчитываемый на основе рецензий русскоязычных изданий, составил 82 балла из 100 на основе 27 обзоров: 24 положительных и 3 смешанных. По итогам полученных баллов на «Критиканстве» и по состоянию на 26 февраля 2023 года Atomic Heart заняла 3-е место в рейтинге лучших игр 2023 года на агрегаторе.
По итогам 2023 года игра вошла в Google Trends в топ-9 по миру в категории «Игры». Весной 2023 года Atomic Heart была названа любимой отечественной игрой российских геймеров согласно опросу XYZ School.

### Рецензии англоязычной прессы
Рецензент сайта IGN Люк Рейли поставил игре 8 баллов и отметил, что Atomic Heart — это очень амбициозная и изобретательная игра в стиле атомпанка, которая отлично развивает идеи BioShock.
По мнению Рича Стэнтона из PC Gamer «Atomic Heart ставит перед собой смелую задачу, и, даже если ей не удалось её выполнить, это вполне достойный шутер в чрезвычайно реалистичном сеттинге».

### Рецензии русскоязычной прессы
«Литературная газета» рассматривала Atomic Heart как антиутопию с заметным антисоветским подтекстом: «Советский проект критикуется с самых что ни на есть клишированных позиций; граждан в Atomic Heart метафорично отождествляют с безвольными машинами, а с помощью образа Сеченова критикуется вождизм; также поднимается извечная проблематика свободы воли, критический пафос направлен против сторонников коллективизма».
Владимир Макаров из издания «Игромания» похвалил игру за хороший саундтрек, атмосферу, увлекательный геймплей, отметив, что Atomic Heart могла быть лучше и совершеннее, но студия Mundfish проделала большую работу над игрой.
Журналист сайта PlayGround.ru Кирилл Примаков похвалил игру за детализованную графику, точное попадание в атмосферу и сеттинг, обширные возможности прокачки, интересный сюжет и отличный саундтрек, при этом подвергнув критике большие локации без дополнительных активностей.
Олег Зайцев из Riot Pixels остался разочарован количеством багов, встречающихся в игре и подбором актёров. Рецензент считает, что Atomic Heart представляет собой сборник идей, взятых из Dying Light, Mirror’s Edge, Dead Space, Prey 2017 года, Doom, Fallout 4, серии Far Cry после второй части, подражателей Portal, а также You Are Empty и Xenus. Подобная разнонаправленность привела к тому, что за идеологической целью не видна «игромеханическая».
Клим Жуков в видеообзоре игры среди достоинств отметил качество на мировом уровне, хорошую графику, удобный геймплей, проработанный сюжет, «не хуже современного кино в самом лучшем его выражении», живых персонажей, разнообразное оружие. В числе минусов перечислены вид от первого лица из-за узкого обзора, упоминание о свободной продаже жилья по спекулятивным ценам, что указывало на товарное хозяйство и торговлю деньгами, чего как системного явления не было в советской экономике, бордель в театре, куда ходила партийная элита, не соответствовал действительности, также неправдоподобная зарплата, которая не позволяла гражданам посещать учреждения культуры (не существовало билетов, равных по стоимости кооперативной квартире). Показано «чудовищно стратифицированное общество», где одни люди состоятельные, а других эксплуатируют. В итоге Жуков пришёл к выводу, что Atomic Heart не является «СССР 2.0» и социалистическим в принципе, посвящён фашизму в альтернативном будущем, поскольку там присутствуют прямая диктатура, тотальный контроль через террор и массовые смертельные опыты над людьми, а не общенародная власть, которая выступает как «результат объективного развития движущейся общественной материи». В конце совершается «убийство бога», грехопадение, превращение в дьявола, гностика — обретение тайного знания через слияние с абсолютом, Захаров и Нечаев — стороны одного заговора. Таким образом «это настоящий ретрофутуристичный киберпанк в стиле нацистской или фашистской антиутопии».

### Награды
В ноябре 2023 года Atomic Heart и Роберт Багратуни пополнили «Зал Славы» российской игровой индустрии, победив в номинациях «Легендарные видеоигры» и «Люди, повлиявшие на индустрию» соответственно. В конце того же года игра заняла 18 место в списке 100 самых популярных игр для Xbox по версии сайта TrueAchievements.
| Год  | Награда                               | Категория                                | Результат | Ссылка          |
| ---- | ------------------------------------- | ---------------------------------------- | --------- | --------------- |
| 2022 | LUDI Awards                           | «Самая ожидаемая игра»                   | 2-е место | [ 122 ]         |
| 2023 | Hollywood Music in Media Awards       | «Оригинальная песня — видеоигра»         | Номинация | [ 123 ]         |
| 2023 | Steam Awards                          | «Выдающийся визуальный стиль»            | Победа    | [ 124 ]         |
| 2023 | Лонг-лист BAFTA                       | «Дебютная игра»                          | Номинация | [ 125 ]         |
| 2024 | NAVGTR                                | «Лучшая оригинальная игра в жанре экшн»  | Победа    | [ 126 ] [ 127 ] |
| 2024 | Annie Awards                          | «Лучшая анимация персонажей в видеоигре» | Номинация | [ 128 ]         |
| 2024 | Национальная премия интернет-контента | «Конструируя новую реальность»           | Победа    | [ 129 ]         |

## Скандалы
После выпуска Atomic Heart некоторые игроки раскритиковали использование в игре видеоряда из двенадцатой серии мультсериала «Ну, погоди!» с изображением аборигена в стиле расистских карикатур на темнокожих. Представители Mundfish принесли извинения за недосмотр и пообещали внести правки в оскорбительные фрагменты.
В январе 2023 года сотрудники издания AIN.Capital заметили, что согласно политике конфиденциальности, опубликованной на сайте Mundfish, студия оставляет за собой право собирать данные о пользователях и передавать их в российские госорганы. Представители студии заявили, что текст на сайте «устарел и некорректен», и удалили этот пункт из документа.

## Будущее

### Продолжение и другие игры
В 2021 году разработчики из Mundfish заявляли, что у них были планы на вторую часть игры, ещё до выхода первой. В 2023 году Mundfish сообщила, что продолжение игры будет, но ждать анонса в ближайшее время не стоит, ведь студия ещё не закончила развитие первой части и по состоянию на апрель 2023 года занята разработкой четырёх DLC для неё. В начале июня 2023 года глава Mundfish официально подтвердил разработку второй части игры.
7 июня 2025 года, на презентации Summer Game Fest 2025, был официально представлен первый трейлер Atomic Heart 2. На той же презентации был показан трейлер ещё одного проекта во вселенной Atomic Heart. Им стал мультиплеерный RPG-шутер The Cube. Дата выхода обеих игр на данный момент неизвестна.

### Экранизация
19 сентября 2024 года стриминговый сервис «Кинопоиск» и Mundfish официально объявили о создании экранизации Atomic Heart, в основу которой ляжет не только оригинальная игра, но и книга «Предыстория Предприятия 3826». Режиссёром и сценаристом выступит Роман Кантор. Съёмки начнутся в 2025 году.